# Балчанов, Магомед Байрам оглы
Магомед Байрам оглы Балчанов (азерб. Məhəmməd Bayram oğlu Balcanov; 1879, Казахский уезд — 27 февраля 1955, Акстафинский район) — советский азербайджанский хлопковод, Герой Социалистического Труда (1949).

## Биография
Родился в 1879 году в селе Муганлы Казахского уезда Елизаветпольской губернии (ныне Акстафинский район Азербайджана).
Трудился колхозником, звеньевым колхоза «Правда» Акстафинского района. В 1948 году получил урожай хлопка 89,2 центнеров с гектара на площади 6,1 гектара.
Указом Президиума Верховного Совета СССР от 1 июля 1949 года за получение в 1948 году высоких урожаев хлопка Балчанову Магомеду Байрам оглы присвоено звание Героя Социалистического Труда с вручением ордена Ленина и золотой медали «Серп и Молот».
Скончался 27 февраля 1955 года в селе Муганлы Акстафинского района.